# Університет прикладних наук Оснабрюка
Університет прикладних наук Оснабрюка (нім. Hochschule Osnabrück, раніше Fachhochschule Osnabrück, англ. Osnabrück University of Applied Sciences) — університет прикладних наук у Нижній Саксонії, адміністративний центр якого знаходиться у місті Оснабрюк. У нинішньому вигляді він існує з 2003 року, а спочатку був відкритий у 1971 році. Деякі з його факультетів беруть свій початок від інженерних шкіл та інших коледжів, що діяли ще в 1950-х роках.
З 1 січня 2003 року Університет прикладних наук Оснабрюка є фондом з правоздатністю публічного права.  Університет складається з чотирьох факультетів та Інституту музики. Університет має кампуси в районах Вестерберг і Хасте в місті Оснабрюк, а також ще один кампус у місті Лінген в Емсланді, який планується розширити згідно з умовами програми Hochschulpakt 2020 (Університетський пакт 2020).  Лекційні зали, кімнати для семінарів і лабораторії, що належать до шкіл інженерії та комп'ютерних наук та управління бізнесом і соціальних наук, розташовані в районі Вестерберг. Школа сільськогосподарських наук і ландшафтної архітектури та її навчальні корпуси, лабораторії та оранжереї розташовані в районі Гасте, посеред парку площею 5 гектарів на краю пагорбів Віген, це пагорби в землях Північний Рейн-Вестфалія та Нижня Саксонія в Німеччині.

## Історія
Сьогоднішній Університет прикладних наук бере свій початок у попередніх закладах вищої освіти. Сучасна школа інженерії та комп’ютерних наук виникла з Staatlichen Ingenieurschule Osnabrück (Державна інженерна школа Оснабрюка), яка була заснована в 1962 році. Школа сільськогосподарських наук і ландшафтної архітектури бере свій початок у Höhere Landbauschule (сільськогосподарський коледж) у Квакенбрюку, який був заснований у 1936 році. Цей навчальний заклад переїхав до Оснабрюка в 1952 році, а згодом його було включено до Fachhochschule Osnabrück. Сучасний Інститут музики виник із Städtischen Konservatorium Osnabrück (Громадська музична академія Оснабрюка), яка була заснована в 1919 році; у 1996 році він став частиною Fachhochschule.
У 1971 році було засновано “Fachhochschule Osnabrück” як об’єднання різних установ-попередників; в цей час було створено економічний факультет. У 1987 році Fachhochschule заснувала першу в Західній Німеччині професорську кафедру сестринської науки.
З 1995 по 2000 рік Fachhochschule був одним із зразкових вищих навчальних закладів, які були представлені в ініціативі «Modellvorhaben für eine Erprobung der globalen Steuerung von Hochschulhaushalten in Niedersachsen» (Модельні проекти для випробування глобального управління університетськими бюджетами в Нижній Саксонії), чия результати були включені в законодавство про вищу освіту в державі.
Перехід університету до фонду, заснованого на його ім'я («Stiftung Fachhochschule Osnabrück») у 2003 році, викликав різні організаційні зміни, такі як створення ради фонду (під головуванням Хельги Шухардт). До 2006 року новий фонд Fachhochschule став одним із найбільших фондів публічного права в Німеччині за витратами.
Нова будівля на кампусі Капріві у Вестерберзі була присвячена в 2004 році; школа менеджменту бізнесу та соціальних наук використовує територію казарми з 1998 року. Систему вивісок на кампусі Капріві розробив Андреас Уебеле. Того року також почалася Німецька мережа розвитку якості в медичній допомозі, офіси якої знаходяться в Університеті прикладних наук Оснабрюка, і роль якої полягає в розробці медичної допомоги та національних експертних стандартів у цьому секторі.
Коли новий Закон про вищу освіту Нижньої Саксонії набув чинності у вересні 2010 року, «Fachhochschule Osnabrück» було перейменовано на «Hochschule Osnabrück». Крім того, у зимовому семестрі 2010/11 року кількість студентів в Університеті прикладних наук перевищила 10 000.

## Кампуси

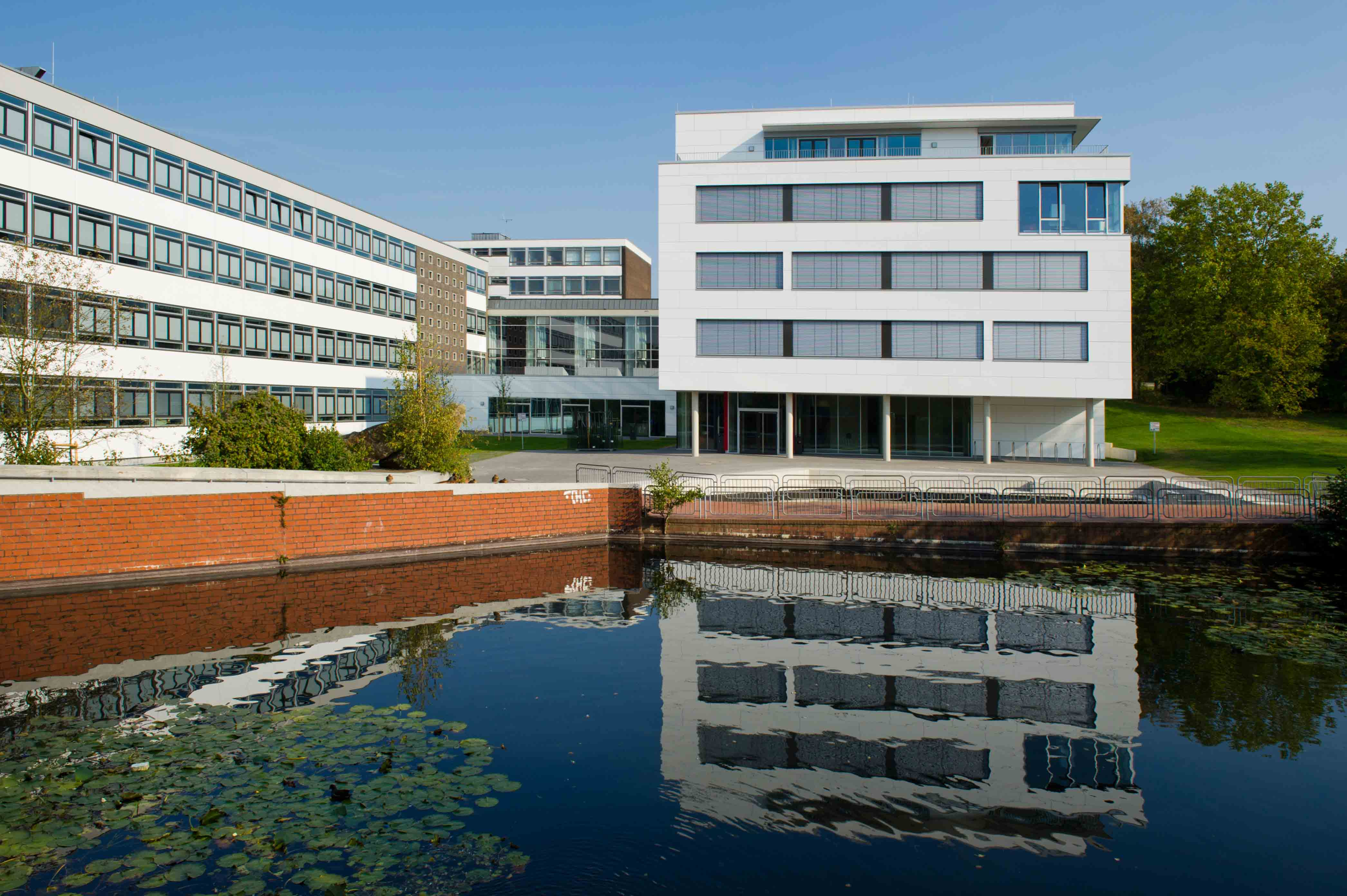
Будівля IuI, кампус Вестерберг

1. Кампус Вестерберг, Оснабрюк
2. Кампус Капріві, Оснабрюк
3. Кампус Хасте, Оснабрюк
4. Кампус Лінген, Лінген (Емс)

## Факультети

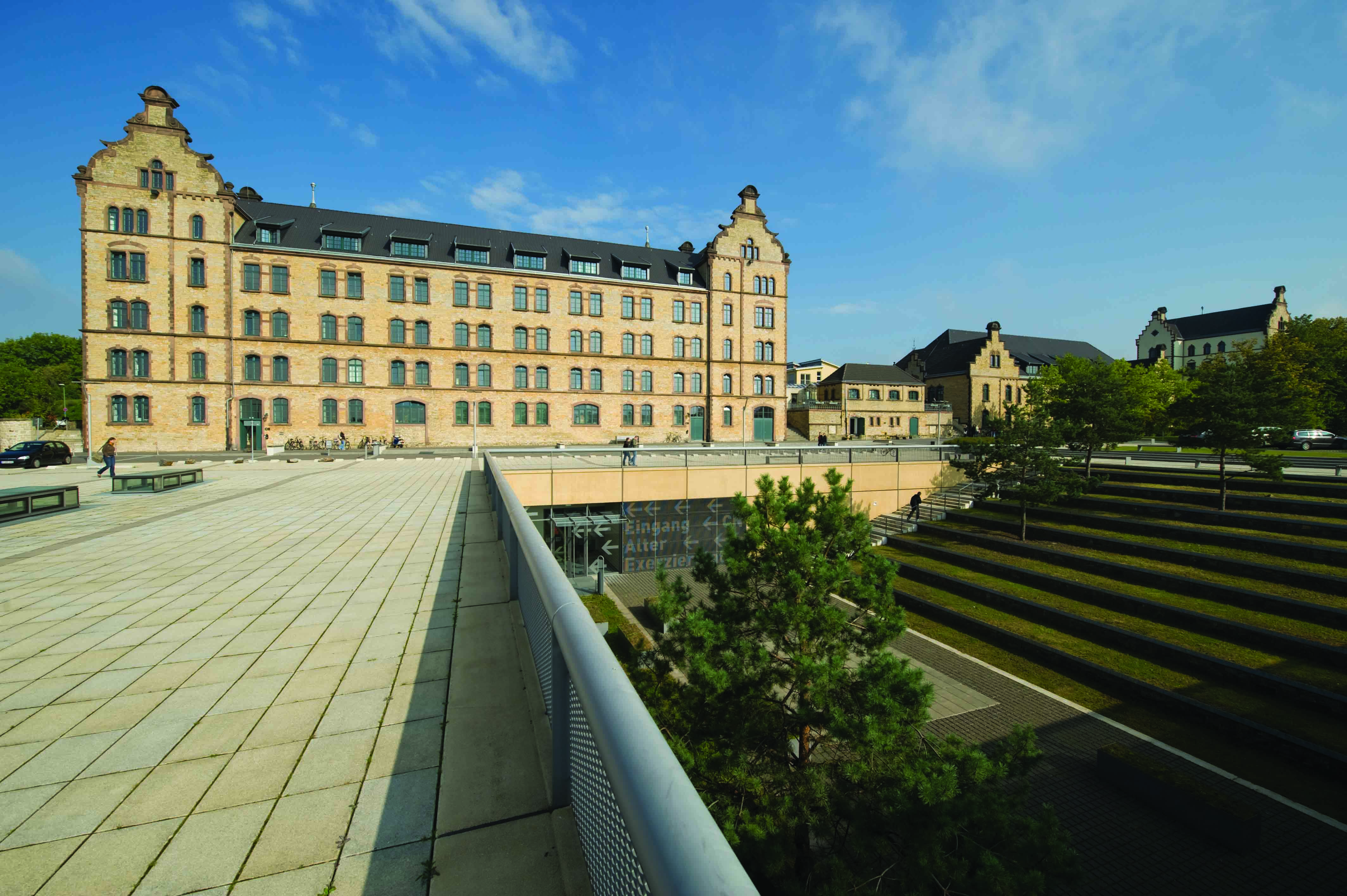
Будівля WiSo, кампус Капріві

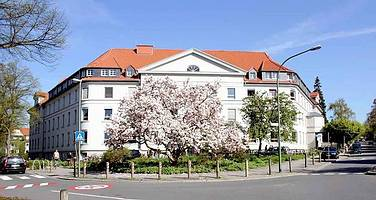
Інститут музики, кампус Капріві

1. Факультет інженерії та комп'ютерних наук (IuI), кампус Вестерберг, Оснабрюк
2. Факультет бізнес менеджменту та соціальних наук (WiSo), кампус Вестерберг, Оснабрюк
3. Факультет аграрних наук та ландшафтної архітектури, кампус Хасте, Оснабрюк
4. Інститут музики (IfM), кампус Капріві, Оснабрюк
5. Факультет менеджменту, культури та технологій, кампус Лінген
  - Ділове адміністрування та менеджмент (B.A.)

## Міжнародна співпраця
Університет прикладних наук Оснабрюка є членом альянсу UAS7 - семи провідних університетів прикладних наук Німеччини.

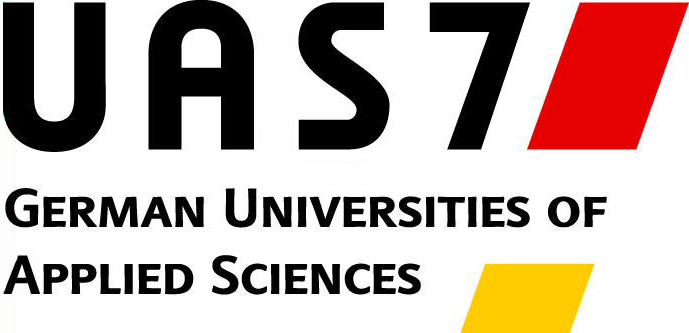
UAS7

## Дивіться також
- Оснабрюкський університет
- UAS7

## Зовнішні посилання
- Університет прикладних наук Оснабрюка – офіційний сайт
- Університет прикладних наук Оснабрюка – сайт студентської спілки
- Профайл університету на StudyCHECK.de